# エヴァ・フィルビン
エヴァ・フィルビン（Eva Philbin、1914年1月4日 - 2005年6月24日）はアイルランドの化学者である。アイルランド化学会の初の女性会長になった。

## 生涯
アイルランド・メイヨー県バリナーでエヴァ・マリア・ライダー (Eva Maria Ryder) として生まれた。ユニバーシティ・カレッジ・ゴールウェイにおいて、学士号(B.Sc)を第一級優等学位で取得し、その後修士号(M.Sc)を取得した。在学中は、トーマス・ディロンの指導の下で海藻中の炭水化物の同定の研究を行った。1939年にゴールウェイに本社を置くHygeia社に入社して工業化学者としてのキャリアをスタートし、第二次世界大戦中に主任化学者となった。Hygeiaでは、戦争のために利用できなくなった化学物質の代替原料の開発を担当した。
1945年、フィルビンはユニバーシティ・カレッジ・ダブリンの教員となった。そこで彼女は、同大学教授のT・S・ホイーラーと協力して、天然物化学の研究室を設立した。1958年、フィルビンはフラビノイドに関する研究でアイルランド国立大学から博士号(D.Sc)を授与された。1962年に有機化学の教授になり、ホイーラーの死後の1963年に、アイルランド国立大学の化学科の学科長に就任した。
長いキャリアを経て、フィルビンはイギリスの王立化学会のフェロー、アイルランド王立アカデミー評議会と自然科学評議会のメンバーになった。フィルビンは、国家科学会議の初の女性議長、アイルランド王立アカデミーの初の女性上級副会長となり、1966年にアイルランド化学会の初の女性会長になった。2007年、アイルランド化学会の化学賞講演会は、エヴァ・フィルビン公開講演会に改称した。
フィルビンの関心は科学だけでなく、学習障害のある人々の治療に強い関心を持ち、精神障害に関する諮問委員会の議長を務め、アイルランド精神障害者協会の名誉財務担当者になった。
長女のEimearは、アナウンサーで歴史家のジョン・ボウマンと結婚した。フィルビンは2005年に91歳で亡くなった。